# آویا بی‌اچ-۱
آویا بی‌اچ-۱ (به انگلیسی: Avia_BH-1) یک هواگرد ملخ‌پیشین تک‌موتوره از نوع ورزشی ساخت شرکت Avia است. هواگرد آویا بی‌اچ-۱ نخستین پروازش را در ۱۳ اکتبر ۱۹۲۰ میلادی انجام داد. در مجموع، تعداد ۲ فروند از این هواگرد ساخته شده‌است.
طراح این هواگرد، Pavel Beneš and Miroslav Hajn بود.